# (1148) Rarahu
(1148) Rarahu est un astéroïde de la ceinture principale.

## Description
(1148) Rarahu est un astéroïde de la ceinture principale, découvert par Alexandre Deutsch le 5 juillet 1929 à Simeis,. Sa désignation temporaire est 1929 NA.

## Nommage
Il a été nommé en référence à Rarahu, nom tahitien de l'héroïne du roman autobiographique Le Mariage de Loti de Pierre Loti (1850-1923),.

## Sources

## Compléments